# Rhagadochir virgo
Rhagadochir virgo är en insektsart som först beskrevs av Ross 1960.  Rhagadochir virgo ingår i släktet Rhagadochir och familjen Archembiidae. Inga underarter finns listade.